# Lista över kyrkliga kulturminnen i Jönköpings län
Förteckning över kyrkliga kulturminnen i Jönköpings län.

## Aneby kommun
| Namn                                    | Ursprunglig funktion                               | Byggår                 | Arkitekt | Plats | Läge               | Anläggnings-ID | Bild                                                                      |
| --------------------------------------- | -------------------------------------------------- | ---------------------- | -------- | ----- | ------------------ | -------------- | ------------------------------------------------------------------------- |
| Aneby kyrka (Vildvinet 4)               | Kyrka sammanbyggd med församlingshem (2 byggnader) | 1997                   |          |       | 57.83641, 14.82007 |                | Se fler bilder av denna byggnad · Ladda upp en till bild av denna byggnad |
| Askeryds kyrka (Askeryd 3:1)            | Kyrka med begravningsplats (3 byggnader)           | 1200-talet             |          |       | 57.80577, 14.99180 |                | Se fler bilder av denna byggnad · Ladda upp en till bild av denna byggnad |
| Bredestads kyrka (Bredestads kyrka 1:1) | Kyrka med begravningsplats (2 byggnader)           | 1100-talet             |          |       | 57.81673, 14.85430 |                | Se fler bilder av denna byggnad · Ladda upp en till bild av denna byggnad |
| Bälaryds kyrka (Bälaryd 1:12)           | Kyrka med begravningsplats (3 byggnader)           | 1200-talet             |          |       | 57.81558, 14.74719 |                | Se fler bilder av denna byggnad · Ladda upp en till bild av denna byggnad |
| Frinnaryds kyrka (Frinnaryd 24:1)       | Kyrka med begravningsplats (2 byggnader)           | 1200-talet             |          |       | 57.92932, 14.83115 |                | Se fler bilder av denna byggnad · Ladda upp en till bild av denna byggnad |
| Haurida kyrka (Haurida 3:1)             | Kyrka med begravningsplats (1 byggnad)             | 1200- eller 1300-talet |          |       | 57.89034, 14.52264 |                | Se fler bilder av denna byggnad · Ladda upp en till bild av denna byggnad |
| Lommaryds kyrka (Lommaryd 5:1)          | Kyrka med begravningsplats (3 byggnader)           | 1894                   |          |       | 57.88792, 14.75197 |                | Se fler bilder av denna byggnad · Ladda upp en till bild av denna byggnad |
| Marbäcks kyrka (Marbäck 15:1)           | Kyrka med begravningsplats (1 byggnad)             | 1200-talet             |          |       | 57.85945, 14.85682 |                | Se fler bilder av denna byggnad · Ladda upp en till bild av denna byggnad |
| Vireda kyrka (Vireda 4:1)               | Kyrka med begravningsplats (1 byggnad)             | 1300-talet             |          |       | 57.91551, 14.63338 |                | Se fler bilder av denna byggnad · Ladda upp en till bild av denna byggnad |

## Eksjö kommun
| Namn                                 | Ursprunglig funktion                             | Byggår     | Arkitekt | Plats | Läge               | Anläggnings-ID | Bild                                                                      |
| ------------------------------------ | ------------------------------------------------ | ---------- | -------- | ----- | ------------------ | -------------- | ------------------------------------------------------------------------- |
| Bellö kyrka (Bellö 3:1)              | Kyrka med begravningsplats (3 byggnader)         | 1828       |          |       | 57.57166, 15.32616 |                | Se fler bilder av denna byggnad · Ladda upp en till bild av denna byggnad |
| Edshults kyrka (Edshult 2:2)         | Kyrka med begravningsplats (1 byggnad)           | 1838       |          |       | 57.56469, 15.21776 |                | Ladda upp en till bild av denna byggnad                                   |
| Eksjö kyrka (Kyrkan *1)              | Kyrka med begravningsplats (1 byggnad)           | 1889       |          |       | 57.66729, 14.97173 |                | Se fler bilder av denna byggnad · Ladda upp en till bild av denna byggnad |
| Hults kyrka (Ekeberg 1:7)            | Kyrka med begravningsplats (2 byggnader)         | 1841       |          |       | 57.63173, 15.12301 |                | Se fler bilder av denna byggnad · Ladda upp en till bild av denna byggnad |
| Hässleby kyrka (Evigheten 2)         | Kyrka med begravningsplats (2 byggnader)         | 1861       |          |       | 57.61558, 15.55813 |                | Se fler bilder av denna byggnad · Ladda upp en till bild av denna byggnad |
| Höreda kyrka (Höreda 4:1)            | Kyrka med begravningsplats (3 byggnader)         | 1200-talet |          |       | 57.61305, 15.02564 |                | Se fler bilder av denna byggnad · Ladda upp en till bild av denna byggnad |
| Ingatorps kyrka (Ingatorp 5:1)       | Kyrka med begravningsplats (4 byggnader)         | 1914       |          |       | 57.63826, 15.40729 |                | Se fler bilder av denna byggnad · Ladda upp en till bild av denna byggnad |
| Kråkshults kyrka (Kråkshult 7:1)     | Kyrka med begravningsplats (1 byggnad)           | 1803       |          |       | 57.54725, 15.42931 |                | Se fler bilder av denna byggnad · Ladda upp en till bild av denna byggnad |
| Mariakapellet (Rödfibblan 1)         | Kapell (1 byggnad)                               | 1994       |          |       | 57.64871, 14.98835 |                | Ladda upp en bild av denna byggnad                                        |
| Mellby kyrka (Mellby 12:1)           | Kyrka med begravningsplats (3 byggnader)         | 1400-talet |          |       | 57.55602, 15.10769 |                | Se fler bilder av denna byggnad · Ladda upp en till bild av denna byggnad |
| Sankt Lars kapell (Åkerslund *1)     | Kapell,Kapell med begravningsplats (3 byggnader) | 1962       |          |       | 57.67280, 14.96872 |                | Ladda upp en bild av denna byggnad                                        |
| Skogskapellet (Västra Brudbadet 1:2) | Gravkapell med begravningsplats                  | 1980       |          |       | koordinater saknas |                | Ladda upp en bild av denna byggnad                                        |

## Gislaveds kommun
| Namn                                                | Ursprunglig funktion                           | Byggår                 | Arkitekt | Plats | Läge               | Anläggnings-ID            | Bild                                                                      |
| --------------------------------------------------- | ---------------------------------------------- | ---------------------- | -------- | ----- | ------------------ | ------------------------- | ------------------------------------------------------------------------- |
| Anderstorps kyrka (Anderstorp 9:452)                | Kyrka med begravningsplats (1 byggnad)         | 1856                   |          |       | 57.28395, 13.63884 |                           | Se fler bilder av denna byggnad · Ladda upp en till bild av denna byggnad |
| Bosebo kyrka (Bosebo 2:1)                           | Kyrka med begravningsplats (1 byggnad)         | 1961                   |          |       | 57.30315, 13.36809 |                           | Ladda upp en till bild av denna byggnad                                   |
| Burseryds kyrka (Burseryd 2:38)                     | Kyrka med begravningsplats (1 byggnad)         | 1752                   |          |       | 57.20822, 13.28596 |                           | Se fler bilder av denna byggnad · Ladda upp en till bild av denna byggnad |
| Båraryds kyrka (Båraryd 3:4)                        | Kyrka med begravningsplats (1 byggnad)         | 1882                   |          |       | 57.34654, 13.52474 |                           | Se fler bilder av denna byggnad · Ladda upp en till bild av denna byggnad |
| Gislaveds kyrka (Kyrkan 1)                          | Kyrka med begravningsplats (1 byggnad)         | 1906                   |          |       | 57.30517, 13.53944 |                           | Se fler bilder av denna byggnad · Ladda upp en till bild av denna byggnad |
| Gryteryds kyrka (Gryteryds kyrka 1:1)               | Kyrka med begravningsplats (1 byggnad)         | 1769                   |          |       | 57.09207, 13.13811 |                           | Se fler bilder av denna byggnad · Ladda upp en till bild av denna byggnad |
| Gyllenfors kapell (Furugården 1)                    | Kapell,Kapell med begravningsplats (1 byggnad) | 1937                   |          |       | 57.29266, 13.55313 |                           | Ladda upp en bild av denna byggnad                                        |
| Kållerstads kyrka (Ånestorp 1:6)                    | Kyrka med begravningsplats (1 byggnad)         | 1858                   |          |       | 57.09983, 13.59733 |                           | Se fler bilder av denna byggnad · Ladda upp en till bild av denna byggnad |
| Norra Hestra kyrka (Norra Hestra kyrkobol 8:1)      | Kyrka med begravningsplats (3 byggnader)       | 1753                   |          |       | 57.43838, 13.58851 |                           | Se fler bilder av denna byggnad · Ladda upp en till bild av denna byggnad |
| Reftele kyrka (Reftele 7:1)                         | Kyrka med begravningsplats (1 byggnad)         | 1839                   |          |       | 57.18135, 13.56736 |                           | Se fler bilder av denna byggnad · Ladda upp en till bild av denna byggnad |
| Sandviks kyrka (Sandvik 1:2)                        | Kyrka med begravningsplats (1 byggnad)         | 1899                   |          |       | 57.17666, 13.15828 |                           | Se fler bilder av denna byggnad · Ladda upp en till bild av denna byggnad |
| Smålandsstenars kyrka (Åtterås 3:22)                | Kyrka sammanbyggd med församlingshem           | 1964                   |          |       | koordinater saknas | Sök i Bebyggelseregistret | Ladda upp en till bild av denna byggnad                                   |
| Stengårdshults kyrka (Stengårdshults prästgård 3:1) | Kyrka med begravningsplats (2 byggnader)       | 1912                   |          |       | 57.55263, 13.82195 |                           | Se fler bilder av denna byggnad · Ladda upp en till bild av denna byggnad |
| Södra Hestra kyrka (Hestra 4:1)                     | Kyrka med begravningsplats (1 byggnad)         | 1830                   |          |       | 57.12211, 13.24058 |                           | Se fler bilder av denna byggnad · Ladda upp en till bild av denna byggnad |
| Valdshults kyrka (Norra Valdshult 1:32)             | Kyrka med begravningsplats (1 byggnad)         | 1905                   |          |       | 57.50397, 13.74805 |                           | Se fler bilder av denna byggnad · Ladda upp en till bild av denna byggnad |
| Villstads kyrka (Villstad 3:1)                      | Kyrka med begravningsplats (1 byggnad)         | 1100- eller 1200-talet |          |       | 57.20145, 13.44755 |                           | Se fler bilder av denna byggnad · Ladda upp en till bild av denna byggnad |
| Våthults kyrka (Våthult 4:1)                        | Kyrka med begravningsplats (1 byggnad)         | 1100- eller 1200-talet |          |       | 57.30776, 13.45663 |                           | Se fler bilder av denna byggnad · Ladda upp en till bild av denna byggnad |
| Ås kyrka (Ås kyrka 4:1)                             | Kyrka med begravningsplats (1 byggnad)         | 1870                   |          |       | 57.10131, 13.68206 |                           | Se fler bilder av denna byggnad · Ladda upp en till bild av denna byggnad |
| Öreryds kyrka (Öreryd 12:1)                         | Kyrka med begravningsplats (2 byggnader)       | 1750                   |          |       | 57.49142, 13.67777 |                           | Se fler bilder av denna byggnad · Ladda upp en till bild av denna byggnad |

## Gnosjö kommun
| Namn                                    | Ursprunglig funktion                             | Byggår     | Arkitekt | Plats    | Läge               | Anläggnings-ID | Bild                                                                      |
| --------------------------------------- | ------------------------------------------------ | ---------- | -------- | -------- | ------------------ | -------------- | ------------------------------------------------------------------------- |
| Gnosjö kyrka (Gnosjö 1:10)              | Kyrka (1 byggnad)                                | 1887       |          | Gnosjö   | 57.33604, 13.73070 |                | Se fler bilder av denna byggnad · Ladda upp en till bild av denna byggnad |
| Kulltorps kyrka (Kulltorp 5:1)          | Kyrka med begravningsplats (1 byggnad)           | 1100-talet |          |          | 57.25631, 13.78492 |                | Se fler bilder av denna byggnad · Ladda upp en till bild av denna byggnad |
| Källeryds kyrka (Källeryd 3:1)          | Kyrka med begravningsplats (1 byggnad)           | 1672       |          |          | 57.40961, 13.64365 |                | Se fler bilder av denna byggnad · Ladda upp en till bild av denna byggnad |
| Kävsjö kyrka (Kävsjö 15:1)              | Kyrka med begravningsplats (1 byggnad)           | 1776       |          |          | 57.31543, 13.92156 |                | Se fler bilder av denna byggnad · Ladda upp en till bild av denna byggnad |
| Marieholms kyrka (Skärvhult 2:38)       | Kyrka sammanbyggd med församlingshem (1 byggnad) | 1963       |          |          | 57.38463, 13.85771 |                | Se fler bilder av denna byggnad · Ladda upp en till bild av denna byggnad |
| Åsenhöga kyrka (Åsenhöga prästgård 1:2) | Kyrka med begravningsplats (1 byggnad)           | 1861       |          | Åsenhöga | 57.40648, 13.79738 |                | Se fler bilder av denna byggnad · Ladda upp en till bild av denna byggnad |

## Habo kommun
| Namn                                        | Ursprunglig funktion                               | Byggår | Arkitekt | Plats | Läge               | Anläggnings-ID | Bild                                                                      |
| ------------------------------------------- | -------------------------------------------------- | ------ | -------- | ----- | ------------------ | -------------- | ------------------------------------------------------------------------- |
| Brandstorps kyrka (Brandstorp 1:31)         | Kyrka med begravningsplats (3 byggnader)           | 1698   |          |       | 58.10160, 14.18583 |                | Se fler bilder av denna byggnad · Ladda upp en till bild av denna byggnad |
| Fiskebäcks kapell (Fiskebäckstomt 1:1)      | Kyrka med begravningsplats (3 byggnader)           | 1939   |          |       | 57.87965, 14.10660 |                | Se fler bilder av denna byggnad · Ladda upp en till bild av denna byggnad |
| Gustav Adolfs kyrka (Kyrkplatsen 3:1)       | Kyrka med begravningsplats (3 byggnader)           | 1780   |          |       | 57.96057, 14.05840 |                | Se fler bilder av denna byggnad · Ladda upp en till bild av denna byggnad |
| Habo kyrka (Prästebolet 1:9)                | Kyrka med begravningsplats (3 byggnader)           | 1680   |          |       | 57.88536, 14.02107 |                | Se fler bilder av denna byggnad · Ladda upp en till bild av denna byggnad |
| Sankt Johannes kyrka (Habo Bränninge 2:160) | Kyrka sammanbyggd med församlingshem (3 byggnader) | 1993   |          |       | 57.90640, 14.08044 |                | Se fler bilder av denna byggnad · Ladda upp en till bild av denna byggnad |

## Jönköpings kommun
| Namn                                         | Ursprunglig funktion                                               | Byggår          | Arkitekt                       | Plats                  | Läge               | Anläggnings-ID | Bild                                                                      |
| -------------------------------------------- | ------------------------------------------------------------------ | --------------- | ------------------------------ | ---------------------- | ------------------ | -------------- | ------------------------------------------------------------------------- |
| Angerdshestra kyrka (Angerdshestra 2:1)      | Kyrka med begravningsplats (3 byggnader)                           | 1669            |                                | Angerdshestra          | 57.66889, 13.90353 |                | Se fler bilder av denna byggnad · Ladda upp en till bild av denna byggnad |
| Bankeryds kyrka (Bankeryd 5:1)               | Kyrka med begravningsplats (1 byggnad)                             | 1865            |                                | Bankeryds kyrkby       | 57.85011, 14.11429 |                | Se fler bilder av denna byggnad · Ladda upp en till bild av denna byggnad |
| Barnarps kyrka (Barnarp 6:1)                 | Kyrka med begravningsplats (1 byggnad)                             | 1200-talet      |                                | Odensjö                | 57.70865, 14.17904 |                | Se fler bilder av denna byggnad · Ladda upp en till bild av denna byggnad |
| Bottnaryds kyrka (Bottnaryds prästgård 2:1)  | Kyrka med begravningsplats (3 byggnader)                           | 1667            |                                | Bottnaryd              | 57.77419, 13.82287 |                | Se fler bilder av denna byggnad · Ladda upp en till bild av denna byggnad |
| Brahekyrkan (Brahekyrkogården 1:1)           | Kyrka med begravningsplats (1 byggnad)                             | 1636            |                                | Visingsö               | 58.03496, 14.34331 |                | Se fler bilder av denna byggnad · Ladda upp en till bild av denna byggnad |
| Brunns kapell (Finnarp 1:15)                 | Kapell (1 byggnad)                                                 | 1931            |                                | Bunn                   | 57.93584, 14.49190 |                | Ladda upp en till bild av denna byggnad                                   |
| Bymarkskyrkan (Resedan 13)                   | Kyrka sammanbyggd med församlingshem (inga registrerade byggnader) | 1935            |                                | Jönköping (Bymarken)   | 57.79110, 14.14047 |                | Se fler bilder av denna byggnad · Ladda upp en till bild av denna byggnad |
| Dunkehalla kapell                            | Gravkapell (inga registrerade byggnader)                           | 1898            |                                | Jönköping              | koordinater saknas |                | Ladda upp en till bild av denna byggnad                                   |
| Ekhagen (Vandringsmannen 1)                  | Kyrka (2 byggnader)                                                | 1996            |                                | Jönköping (Ekhagen)    | 57.77850, 14.22516 |                | Se fler bilder av denna byggnad · Ladda upp en till bild av denna byggnad |
| Gränna kyrka (Gränna kyrka 1)                | Kyrka med begravningsplats (1 byggnad)                             | 1895            |                                | Gränna                 | 58.02024, 14.46542 |                | Se fler bilder av denna byggnad · Ladda upp en till bild av denna byggnad |
| Gräshagskyrkan (Nyckeln 12)                  | Kyrka med kyrkotomt (1 byggnad)                                    | 1962            |                                | Jönköping (Gräshagen)  | 57.76480, 14.13633 |                | Ladda upp en bild av denna byggnad                                        |
| Hakarps kyrka (Hakarp 3:1)                   | Kyrka med begravningsplats (1 byggnad)                             | 1694            |                                | Hakarps kyrkby         | 57.79639, 14.31138 |                | Se fler bilder av denna byggnad · Ladda upp en till bild av denna byggnad |
| Kyrkvillan i Hovslätt (Infanteristen 1)      | Kyrka                                                              | 1980            |                                |                        | koordinater saknas |                | Ladda upp en bild av denna byggnad                                        |
| Huskvarna kyrka (Kyrkan 9)                   | Kyrka med begravningsplats (1 byggnad)                             | 1910            |                                | Jönköping (Huskvarna)  | 57.78772, 14.27395 |                | Se fler bilder av denna byggnad · Ladda upp en till bild av denna byggnad |
| Järsnäs kyrka (Järsnäs 9:1)                  | Kyrka med begravningsplats (1 byggnad)                             | 1100-1200-talet |                                | Järsnäs                | 57.77616, 14.56098 |                | Se fler bilder av denna byggnad · Ladda upp en till bild av denna byggnad |
| Järstorps kyrka (Järstorp 3:1)               | Kyrka med begravningsplats (1 byggnad)                             | 1100-talet      |                                | Järstorp               | 57.80273, 14.11537 |                | Se fler bilder av denna byggnad · Ladda upp en till bild av denna byggnad |
| Kristine kyrka (Bikten 11)                   | Kyrka (1 byggnad)                                                  | 1673            |                                | Jönköping (Öster)      | 57.78201, 14.17938 |                | Se fler bilder av denna byggnad · Ladda upp en till bild av denna byggnad |
| Kumlaby kyrka (Kumlabykyrkogården 1:1)       | Kyrka med begravningsplats (1 byggnad)                             | 1135            |                                | Visingsö               | 58.05517, 14.34827 |                | Se fler bilder av denna byggnad · Ladda upp en till bild av denna byggnad |
| Landsjökyrkan (Kaxholmen 1:28)               | Kyrka sammanbyggd med församlingshem (1 byggnad)                   | 1984            |                                | Kaxholmen              | 57.85893, 14.30744 |                | Se fler bilder av denna byggnad · Ladda upp en till bild av denna byggnad |
| Lekeryds kyrka (Lekeryd 9:1)                 | Kyrka med begravningsplats (1 byggnad)                             | 1100-talet      |                                | Lekeryd                | 57.77257, 14.41765 |                | Se fler bilder av denna byggnad · Ladda upp en till bild av denna byggnad |
| Ljungarums kyrka (Änglakören 6)              | Kyrka med begravningsplats (1 byggnad)                             | 1200-talet      |                                | Ljungarum              | 57.75496, 14.17663 |                | Se fler bilder av denna byggnad · Ladda upp en till bild av denna byggnad |
| Mulseryds kyrka (Mulseryd 2:1)               | Kyrka med begravningsplats (1 byggnad)                             | 1660            |                                | Mulseryd               | 57.69945, 13.81573 |                | Se fler bilder av denna byggnad · Ladda upp en till bild av denna byggnad |
| Månsarps kyrka (Månsarp 1:182)               | Kyrka med begravningsplats (1 byggnad)                             | 1853            |                                | Taberg (Månsarp)       | 57.66211, 14.07742 |                | Se fler bilder av denna byggnad · Ladda upp en till bild av denna byggnad |
| Norra Unnaryds kyrka (Unnaryd 12:1)          | Kyrka med begravningsplats (2 byggnader)                           | 1714            |                                | Norra Unnaryd          | 57.59723, 13.71179 |                | Se fler bilder av denna byggnad · Ladda upp en till bild av denna byggnad |
| Norrahammars kyrka (Norrahammar 41:1)        | Kyrka (1 byggnad)                                                  | 1930            |                                | Norrahammar            | 57.70463, 14.11726 |                | Se fler bilder av denna byggnad · Ladda upp en till bild av denna byggnad |
| Rogberga kyrka (Rogberga 4:1)                | Kyrka med begravningsplats (1 byggnad)                             | 1869            |                                | Rogberga               | 57.73328, 14.28236 |                | Se fler bilder av denna byggnad · Ladda upp en till bild av denna byggnad |
| Råslättskyrkan (Överläraren 3)               | Kyrka sammanbyggd med församlingshem (1 byggnad)                   | 1975            |                                | Jönköping (Råslätt)    | 57.73938, 14.15043 |                | Se fler bilder av denna byggnad · Ladda upp en till bild av denna byggnad |
| Sandseryds kyrka (Sandseryds kyrka 1:1)      | Kyrka med begravningsplats (1 byggnad)                             | 1300-talet      |                                | Sandseryd              | 57.74195, 14.08481 |                | Se fler bilder av denna byggnad · Ladda upp en till bild av denna byggnad |
| Sanna kyrka (Uppsala 8)                      | Kyrka med kyrkotomt (1 byggnad)                                    | 1929            |                                | Jönköping (Vättersnäs) | 57.79005, 14.25067 |                | Ladda upp en till bild av denna byggnad                                   |
| Skogskyrkogården (Råslätts Haga 1:1)         | Krematorium,Gravkapell med begravningsplats (1 byggnad)            | 1941            |                                | Jönköping              | 57.75394, 14.14663 |                | Se fler bilder av denna byggnad · Ladda upp en till bild av denna byggnad |
| Skärstads kyrka (Skärstad 3:31)              | Kyrka med begravningsplats (1 byggnad)                             | 1819            | Johan Holmberg, Samuel Enander | Skärstad               | 57.88195, 14.37360 |                | Se fler bilder av denna byggnad · Ladda upp en till bild av denna byggnad |
| Slottskapellet                               | Gravkapell (inga registrerade byggnader)                           | 1694            |                                | Jönköping (Väster)     | 57.78397, 14.15527 |                | Se fler bilder av denna byggnad · Ladda upp en till bild av denna byggnad |
| Sofia kyrka                                  | Kyrka med kyrkotomt (inga registrerade byggnader)                  | 1888            |                                | Jönköping (Väster)     | 57.78192, 14.15991 |                | Se fler bilder av denna byggnad · Ladda upp en till bild av denna byggnad |
| Svarttorps kyrka (Brunseryd 1:5)             | Kyrka med begravningsplats (1 byggnad)                             | 1871            |                                | Svarttorp              | 57.81899, 14.44610 |                | Se fler bilder av denna byggnad · Ladda upp en till bild av denna byggnad |
| Trånghalla kyrka (Trånghalla 3:20)           | Kyrka sammanbyggd med församlingshem (1 byggnad)                   | 1969            |                                | Bankeryd (Trånghalla)  | 57.84128, 14.14836 |                | Ladda upp en bild av denna byggnad                                        |
| Ödestugu kyrka (Ödestugu 4:16)               | Kyrka med begravningsplats (1 byggnad)                             | 1200-talet      |                                | Ödestugu               | 57.61707, 14.29030 |                | Se fler bilder av denna byggnad · Ladda upp en till bild av denna byggnad |
| Öggestorps kyrka (Öggestorps klockarbol 1:1) | Kyrka med begravningsplats (1 byggnad)                             | 1883            |                                | Öggestorp              | 57.72542, 14.38444 |                | Se fler bilder av denna byggnad · Ladda upp en till bild av denna byggnad |
| Ölmstads kyrka (Ölmstad 19:1)                | Kyrka med begravningsplats (1 byggnad)                             | 1100-talet      |                                | Ölmstad                | 57.92930, 14.37527 |                | Se fler bilder av denna byggnad · Ladda upp en till bild av denna byggnad |
| Österängskyrkan (Verdandi 1)                 | Kyrka med kyrkotomt (1 byggnad)                                    | 1961            |                                | Jönköping              | 57.78578, 14.24434 |                | Ladda upp en bild av denna byggnad                                        |
| Östra kapellet (Liljeholmen 2:3)             | Gravkapell med begravningsplats (1 byggnad)                        | 1937            |                                | Jönköping              | 57.77816, 14.19861 |                | Se fler bilder av denna byggnad · Ladda upp en till bild av denna byggnad |
| Öxnehaga kyrka (Storskolan 1)                | Kyrka (1 byggnad)                                                  | 1976            |                                | Jönköping              | 57.77403, 14.26344 |                | Ladda upp en bild av denna byggnad                                        |

## Mullsjö kommun
| Namn                                 | Ursprunglig funktion                     | Byggår     | Arkitekt | Plats       | Läge               | Anläggnings-ID | Bild                                                                      |
| ------------------------------------ | ---------------------------------------- | ---------- | -------- | ----------- | ------------------ | -------------- | ------------------------------------------------------------------------- |
| Bjurbäcks kyrka (Bjurbäck 1:3)       | Kyrka med begravningsplats (1 byggnad)   | 1899       |          |             | 57.86054, 13.79410 |                | Se fler bilder av denna byggnad · Ladda upp en till bild av denna byggnad |
| Broholms kapell (Broholm 2:5)        | Kapell (2 byggnader)                     | 1971       |          | Bjurbäck    | 57.97013, 13.83265 |                | Ladda upp en bild av denna byggnad                                        |
| Nykyrka kyrka (Nykyrka 1:4)          | Kyrka med begravningsplats (2 byggnader) | 1887       |          | Mullsjö     | 57.91869, 13.85749 |                | Se fler bilder av denna byggnad · Ladda upp en till bild av denna byggnad |
| Sandhems kyrka (Sandhem 4:1)         | Kyrka med begravningsplats (3 byggnader) | 1841       |          | Sandhem     | 57.99418, 13.78585 |                | Se fler bilder av denna byggnad · Ladda upp en till bild av denna byggnad |
| Utvängstorps kyrka (Utvängstorp 6:1) | Kyrka med begravningsplats (3 byggnader) | 1100-talet |          | Utvängstorp | 58.04021, 13.87298 |                | Se fler bilder av denna byggnad · Ladda upp en till bild av denna byggnad |

## Nässjö kommun
| Namn                                                                    | Ursprunglig funktion                                    | Byggår                | Arkitekt                                       | Plats          | Läge               | Anläggnings-ID | Bild                                                                      |
| ----------------------------------------------------------------------- | ------------------------------------------------------- | --------------------- | ---------------------------------------------- | -------------- | ------------------ | -------------- | ------------------------------------------------------------------------- |
| Almesåkra kyrka (Almesåkra 1:2)                                         | Kyrka med begravningsplats (1 byggnad)                  | 1870                  | Johan Adolf Hawerman                           | Almesåkra      | 57.55745, 14.60180 |                | Se fler bilder av denna byggnad · Ladda upp en till bild av denna byggnad |
| Annefors gravkapell (Anneforskyrkogården 1)                             | Kapell                                                  | 1928                  |                                                |                | koordinater saknas |                | Se fler bilder av denna byggnad · Ladda upp en till bild av denna byggnad |
| Barkeryds kyrka (Barkeryd 2:7)                                          | Kyrka med begravningsplats (1 byggnad)                  | 1846                  |                                                |                | 57.72122, 14.58489 |                | Se fler bilder av denna byggnad · Ladda upp en till bild av denna byggnad |
| Bodafors kyrka (Kungsörnen 5)                                           | Kyrka sammanbyggd med församlingshem (1 byggnad)        | 1972                  | Ewald Kjellberg, Tage Kjellberg, Ralph Erskine | Bodafors       | 57.50461, 14.69670 |                | Se fler bilder av denna byggnad · Ladda upp en till bild av denna byggnad |
| Bringetofta kyrka (Bringetofta 13:1)                                    | Kyrka med begravningsplats (1 byggnad)                  | 1754                  |                                                | Bringetofta    | 57.44489, 14.61858 |                | Se fler bilder av denna byggnad · Ladda upp en till bild av denna byggnad |
| Flisby kyrka (Flisby klockaregård 1:13)                                 | Kyrka med begravningsplats (2 byggnader)                | 1853                  | Johan Adolf Hawerman                           | Flisby         | 57.76069, 14.84225 |                | Ladda upp en till bild av denna byggnad                                   |
| Forserums kyrka (Forserum 8:1)                                          | Kyrka med begravningsplats (1 byggnad)                  | 1100-talet            |                                                | Forserum       | 57.70079, 14.45397 |                | Se fler bilder av denna byggnad · Ladda upp en till bild av denna byggnad |
| Fredriksdals kyrka (Sjöafall 1:117)                                     | Kyrka sammanbyggd med församlingshem (1 byggnad)        | 1957                  | Anders Berglund                                | Fredriksdal    | 57.61769, 14.59972 |                | Se fler bilder av denna byggnad · Ladda upp en till bild av denna byggnad |
| Malmbäcks kyrka (Malmbäck 5:1)                                          | Kyrka med begravningsplats (1 byggnad)                  | 1828                  | Per Wilhelm Palmroth                           | Malmbäck       | 57.57961, 14.46196 |                | Se fler bilder av denna byggnad · Ladda upp en till bild av denna byggnad |
| Norra Sandsjö kyrka (Sandsjö 4:1)                                       | Kyrka med begravningsplats (1 byggnad)                  | 1100-talet            |                                                | Norra Sandsjö  | 57.46663, 14.76423 |                | Se fler bilder av denna byggnad · Ladda upp en till bild av denna byggnad |
| Norra Solberga gamla kyrka och Norra Solberga nya kyrka (Solberga 1:10) | Kyrka med begravningsplats (3 byggnader)                | 1200-talet resp. 1900 |                                                | Norra Solberga | 57.72137, 14.84257 |                | Se fler bilder av denna byggnad · Ladda upp en till bild av denna byggnad |
| Nässjö gamla kyrka (Nässjöbyn 3:5)                                      | Kyrka med begravningsplats (1 byggnad)                  | 1791                  |                                                | Nässjöbyn      | 57.68428, 14.65834 |                | Se fler bilder av denna byggnad · Ladda upp en till bild av denna byggnad |
| Nässjö kyrka (Nässjö stadskyrka) (Kyrkan 4)                             | Kyrka med begravningsplats (1 byggnad)                  | 1909                  | Hagström & Ekman                               | Nässjö         | 57.65737, 14.69497 |                | Se fler bilder av denna byggnad · Ladda upp en till bild av denna byggnad |
| Sankta Valborgs kapell (Lövhult 1:7)                                    | Kapell                                                  | 1948                  |                                                |                | koordinater saknas |                | Se fler bilder av denna byggnad · Ladda upp en till bild av denna byggnad |
| Skogskyrkogården (Skogskyrkogården 1)                                   | Gravkapell med begravningsplats,Krematorium (1 byggnad) | 1962                  |                                                |                | 57.63629, 14.71428 |                | Ladda upp en bild av denna byggnad                                        |

## Sävsjö kommun
| Namn                                        | Ursprunglig funktion                   | Byggår             | Arkitekt                   | Plats                             | Läge               | Anläggnings-ID | Bild                                                                      |
| ------------------------------------------- | -------------------------------------- | ------------------ | -------------------------- | --------------------------------- | ------------------ | -------------- | ------------------------------------------------------------------------- |
| Hjälmseryds gamla kyrka (Hjälmseryd 9:2)    | Kyrka med begravningsplats (1 byggnad) | 1100-talet         |                            | Gamla Hjälmseryd                  | 57.30777, 14.51299 |                | Se fler bilder av denna byggnad · Ladda upp en till bild av denna byggnad |
| Hjälmseryds kyrka (Boatorp 4:1)             | Kyrka med begravningsplats (1 byggnad) | 1853               | Albert Törnqvist           | Hjälmseryd                        | 57.24508, 14.51560 |                | Se fler bilder av denna byggnad · Ladda upp en till bild av denna byggnad |
| Hjärtlanda kyrka (Hjärtlanda 7:1)           | Kyrka med begravningsplats (1 byggnad) | 1100-talet         |                            | Hjärtlanda                        | 57.35570, 14.68124 |                | Se fler bilder av denna byggnad · Ladda upp en till bild av denna byggnad |
| Hultsjö kyrka (Hultsjö 2:1)                 | Kyrka med begravningsplats (1 byggnad) | 1860 (invigd 1862) | Axel Nyström               | Hultsjö                           | 57.31563, 14.71161 |                | Se fler bilder av denna byggnad · Ladda upp en till bild av denna byggnad |
| Hylletofta kyrka (Hylletofta 11:1)          | Kyrka med begravningsplats (1 byggnad) | 1100-talet         |                            | Hylletofta                        | 57.40486, 14.50662 |                | Se fler bilder av denna byggnad · Ladda upp en till bild av denna byggnad |
| Norra Ljunga kyrka (Norra Ljunga kyrka 1:1) | Kyrka med begravningsplats (1 byggnad) | 1100-talet         |                            | Norra Ljunga                      | 57.37660, 14.59511 |                | Se fler bilder av denna byggnad · Ladda upp en till bild av denna byggnad |
| Skepperstads kyrka (Skepperstad 13:1)       | Kyrka med begravningsplats (1 byggnad) | 1100-talet         |                            | Skepperstad                       | 57.35095, 14.76467 |                | Se fler bilder av denna byggnad · Ladda upp en till bild av denna byggnad |
| Stockaryds kyrka (Stockaryd 26:1)           | Kyrka med begravningsplats (1 byggnad) | 1907               | Fritz Eckert               | Stockaryd                         | 57.31606, 14.58809 |                | Se fler bilder av denna byggnad · Ladda upp en till bild av denna byggnad |
| Vallsjö gamla kyrka (Vallsjö 9:1)           | Kyrka med kyrkotomt (1 byggnad)        | 1100-talet         |                            | 5 km öster om Sävsjö vid Vallsjön | 57.39325, 14.76152 |                | Se fler bilder av denna byggnad · Ladda upp en till bild av denna byggnad |
| Vallsjö kyrka (Eksjöhovgård 8:13)           | Kyrka med begravningsplats (1 byggnad) | 1891               | Gustaf Petterson           | 1 km öster om Sävsjö              | 57.39693, 14.69244 |                | Se fler bilder av denna byggnad · Ladda upp en till bild av denna byggnad |
| Vrigstads kyrka (Vrigstad 6:1)              | Kyrka med begravningsplats (1 byggnad) | 1866               | Fredrik Wilhelm Scholander | Vrigstad                          | 57.35543, 14.46967 |                | Se fler bilder av denna byggnad · Ladda upp en till bild av denna byggnad |

## Tranås kommun
| Namn                                                | Ursprunglig funktion                     | Byggår | Arkitekt            | Plats    | Läge               | Anläggnings-ID | Bild                                                                      |
| --------------------------------------------------- | ---------------------------------------- | ------ | ------------------- | -------- | ------------------ | -------------- | ------------------------------------------------------------------------- |
| Adelövs kyrka (Adelövs kyrka 1:1)                   | Kyrka med begravningsplats (2 byggnader) | 1833   | Fredrik Blom        | Adelöv   | 58.02776, 14.66889 |                | Se fler bilder av denna byggnad · Ladda upp en till bild av denna byggnad |
| Holavedskapellet (Hålavedskapellet) (Hålaveden 2:3) | Kyrka med kyrkotomt (1 byggnad)          | 1960   |                     |          | 58.12239, 14.97365 |                | Ladda upp en bild av denna byggnad                                        |
| Linderås kyrka (Linderås 10:1)                      | Kyrka med begravningsplats (2 byggnader) | 1795   | Thure Wennberg      | Linderås | 57.97565, 14.80478 |                | Se fler bilder av denna byggnad · Ladda upp en till bild av denna byggnad |
| Säby kyrka (Säby 6:1)                               | Kyrka med begravningsplats (2 byggnader) | 1200   |                     | Säby     | 57.99027, 14.92123 |                | Se fler bilder av denna byggnad · Ladda upp en till bild av denna byggnad |
| Tranås kyrka (Kyrkan 1)                             | Kyrka (1 byggnad)                        | 1930   | Lars Israel Wahlman | Tranås   | 58.03476, 14.96988 |                | Se fler bilder av denna byggnad · Ladda upp en till bild av denna byggnad |
| Ängarydskapellet (Ängaryd 4:1)                      | Gravkapell med begravningsplats          | 1982   |                     |          | koordinater saknas |                | Ladda upp en bild av denna byggnad                                        |

## Vaggeryds kommun
| Namn                              | Ursprunglig funktion                                                 | Byggår                  | Arkitekt                | Plats        | Läge               | Anläggnings-ID | Bild                                                                      |
| --------------------------------- | -------------------------------------------------------------------- | ----------------------- | ----------------------- | ------------ | ------------------ | -------------- | ------------------------------------------------------------------------- |
| Bondstorps kyrka (Bondstorp 13:1) | Kyrka med begravningsplats (1 byggnad)                               | 1695                    |                         | Bondstorp    | 57.58965, 13.92394 |                | Se fler bilder av denna byggnad · Ladda upp en till bild av denna byggnad |
| Byarums kyrka (Byarum 2:1)        | Kyrka med begravningsplats (1 byggnad)                               | 1100-talet              |                         | Byarum       | 57.53813, 14.14159 |                | Se fler bilder av denna byggnad · Ladda upp en till bild av denna byggnad |
| Hagshult kyrka (Hagshult 2:1)     | Kyrka med begravningsplats (1 byggnad)                               | 1100- eller 1200-talet  |                         | Hagshult     | 57.33977, 14.19037 |                | Se fler bilder av denna byggnad · Ladda upp en till bild av denna byggnad |
| Skillingaryds kyrka (Hästen 3)    | Kyrka sammanbyggd med församlingshem (1 byggnad)                     | 1941                    | Paul Boberg             | Skillingaryd | 57.43152, 14.09259 |                | Se fler bilder av denna byggnad · Ladda upp en till bild av denna byggnad |
| Svenarums kyrka (Svenarum 6:1)    | Kyrka med begravningsplats (1 byggnad)                               | 1100- eller 1200-talet  |                         | Svenarum     | 57.47107, 14.31594 |                | Se fler bilder av denna byggnad · Ladda upp en till bild av denna byggnad |
| Tofteryds kyrka (Tofteryd 6:1)    | Kyrka med begravningsplats (1 byggnad)                               | 1833-1835 (invigd 1838) | Fredrik Bäck            | Tofteryd     | 57.40450, 14.19133 |                | Se fler bilder av denna byggnad · Ladda upp en till bild av denna byggnad |
| Vaggeryds kyrka (Ankaret 2)       | Kyrka med kyrkotomt,Kyrka sammanbyggd med församlingshem (1 byggnad) | 1973-1974               | Bernt och Eva Mejlander | Vaggeryd     | 57.49990, 14.13940 |                | Se fler bilder av denna byggnad · Ladda upp en till bild av denna byggnad |
| Åkers kyrka (Åker 1:16)           | Kyrka med begravningsplats (1 byggnad)                               | 1843–1845               | Peter Pettersson i Tåå  | Åker         | 57.37997, 13.99550 |                | Se fler bilder av denna byggnad · Ladda upp en till bild av denna byggnad |

## Vetlanda kommun
| Namn                                                            | Ursprunglig funktion                             | Byggår      | Arkitekt                           | Plats          | Läge               | Anläggnings-ID | Bild                                                                      |
| --------------------------------------------------------------- | ------------------------------------------------ | ----------- | ---------------------------------- | -------------- | ------------------ | -------------- | ------------------------------------------------------------------------- |
| Alseda kyrka (Alseda 8:1)                                       | Kyrka med begravningsplats (1 byggnad)           | 1774 -1788  |                                    | Alseda         | 57.42049, 15.25092 |                | Se fler bilder av denna byggnad · Ladda upp en till bild av denna byggnad |
| Berguddens kyrka (Ökna-Kvill 1:301)                             | Församlingshem med kyrkorum                      | 1985        |                                    |                | koordinater saknas |                | Ladda upp en bild av denna byggnad                                        |
| Björkö kyrka (Björkö 8:1)                                       | Kyrka med begravningsplats (1 byggnad)           | 1843 - 1845 | Carl-Gustaf Blom-Carlsson          | Björköby       | 57.51565, 14.90630 |                | Se fler bilder av denna byggnad · Ladda upp en till bild av denna byggnad |
| Bäckaby kyrka (Bäckaby 3:20)                                    | Kyrka med begravningsplats (1 byggnad)           | 1897-1898   | Carl Möller                        | Bäckaby        | 57.26750, 14.92870 |                | Se fler bilder av denna byggnad · Ladda upp en till bild av denna byggnad |
| Bäckseda kyrka (Bäckseda kyrka 2:1)                             | Kyrka med begravningsplats (1 byggnad)           | 1917-1918   | Otar Hökerberg                     | Bäckseda       | 57.40057, 15.07714 |                | Se fler bilder av denna byggnad · Ladda upp en till bild av denna byggnad |
| Ekenässjöns kyrka (Lättebo 1:191)                               | Kyrka sammanbyggd med församlingshem (1 byggnad) | 1970-71     | Per Rudenstam                      | Ekenässjön     | 57.48823, 15.02280 |                | Se fler bilder av denna byggnad · Ladda upp en till bild av denna byggnad |
| Fröderyds kyrka (Fröderyd 4:1)                                  | Kyrka med begravningsplats (1 byggnad)           | 1946-1947   | Ärland Noréen                      | Fröderyd       | 57.32031, 14.86876 |                | Se fler bilder av denna byggnad · Ladda upp en till bild av denna byggnad |
| Karlstorps kyrka (Karlstorp 6:1)                                | Kyrka med begravningsplats (1 byggnad)           | 1760        | Petter Fröling                     | Karlstorp      | 57.51192, 15.50578 |                | Se fler bilder av denna byggnad · Ladda upp en till bild av denna byggnad |
| Korsberga kyrka (Korsberga 2:2)                                 | Kyrka med begravningsplats (1 byggnad)           | 1855        | Länsbyggmästare Carl Robert Palmér | Korsberga      | 57.30687, 15.12376 |                | Se fler bilder av denna byggnad · Ladda upp en till bild av denna byggnad |
| Lannaskede kyrka (Lannaskede gamla kyrka) (Lannaskede stom 2:1) | Kyrka med begravningsplats (1 byggnad)           | 1150        |                                    | Lannaskede     | 57.37759, 14.86628 |                | Se fler bilder av denna byggnad · Ladda upp en till bild av denna byggnad |
| Lannaskede-Myresjö kyrka (Broby 4:17)                           | Kyrka med begravningsplats (1 byggnad)           | 1880        |                                    |                | 57.37763, 14.93541 |                | Se fler bilder av denna byggnad · Ladda upp en till bild av denna byggnad |
| Lemnhults kyrka (Lemnhults kyrka 1:1)                           | Kyrka med begravningsplats (1 byggnad)           | 1902 - 1903 |                                    | Lemnhult       | 57.28846, 15.26700 |                | Se fler bilder av denna byggnad · Ladda upp en till bild av denna byggnad |
| Myresjö gamla kyrka (Myresjö 32:1)                              | Kyrka med begravningsplats (1 byggnad)           | 1100-talet  |                                    | Myresjö        | 57.38367, 14.95918 |                | Se fler bilder av denna byggnad · Ladda upp en till bild av denna byggnad |
| Nye kyrka (Nye kyrka 3:1)                                       | Kyrka med begravningsplats (1 byggnad)           | 1200-talet  |                                    | Nye            | 57.34339, 15.27101 |                | Se fler bilder av denna byggnad · Ladda upp en till bild av denna byggnad |
| Näsby kyrka (Näsby 12:1)                                        | Kyrka med begravningsplats (1 byggnad)           | 1100-talet  |                                    | Näsby          | 57.43608, 15.00954 |                | Se fler bilder av denna byggnad · Ladda upp en till bild av denna byggnad |
| Näshults kyrka (Näshults prästgård 3:1)                         | Kyrka med begravningsplats (1 byggnad)           | 1732        |                                    | Näshult        | 57.27141, 15.39256 |                | Se fler bilder av denna byggnad · Ladda upp en till bild av denna byggnad |
| Nävelsjö kyrka (Nävelsjö 5:1)                                   | Kyrka med begravningsplats (1 byggnad)           | 1100-talet  |                                    | Nävelsjö       | 57.40387, 14.88875 |                | Se fler bilder av denna byggnad · Ladda upp en till bild av denna byggnad |
| Ramkvilla kyrka (Ramkvilla 3:1)                                 | Kyrka med begravningsplats (1 byggnad)           | 1300-talet  |                                    | Ramkvilla      | 57.20423, 14.95024 |                | Se fler bilder av denna byggnad · Ladda upp en till bild av denna byggnad |
| Skede kyrka (Skede 12:1)                                        | Kyrka med begravningsplats (1 byggnad)           | 1834        | Länsbyggmästare Carl Robert Palmér | Skede          | 57.47202, 15.17617 |                | Se fler bilder av denna byggnad · Ladda upp en till bild av denna byggnad |
| Skirö kyrka (Skirö kyrka 1:1)                                   | Kyrka med begravningsplats (1 byggnad)           | 1835-1837   | Jacob Wilhelm Gerss                | Skirö          | 57.37392, 15.37270 |                | Se fler bilder av denna byggnad · Ladda upp en till bild av denna byggnad |
| Stenberga kyrka (Stenberga stom 1:4)                            | Kyrka med begravningsplats (1 byggnad)           | 1330-talet  |                                    | Stenberga      | 57.32220, 15.41964 |                | Se fler bilder av denna byggnad · Ladda upp en till bild av denna byggnad |
| Södra Solberga kyrka (Solberga 3:1)                             | Kyrka med begravningsplats (1 byggnad)           | 1832-1835   | Carl-Gustaf Blom-Carlsson          | Södra Solberga | 57.24201, 15.04495 |                | Se fler bilder av denna byggnad · Ladda upp en till bild av denna byggnad |
| Vetlanda kyrka (Tjustkulle 1:3)                                 | Kyrka med begravningsplats (1 byggnad)           | 1903-1904   | L. Pettersson                      | Vetlanda       | 57.43099, 15.07437 |                | Se fler bilder av denna byggnad · Ladda upp en till bild av denna byggnad |
| Ökna kyrka (Ökna 6:1)                                           | Kyrka med begravningsplats (1 byggnad)           | 1766-1767   |                                    | Ökna           | 57.43478, 15.43031 |                | Se fler bilder av denna byggnad · Ladda upp en till bild av denna byggnad |

## Värnamo kommun
| Namn                                                     | Ursprunglig funktion                             | Byggår           | Arkitekt            | Plats    | Läge               | Anläggnings-ID | Bild                                                                      |
| -------------------------------------------------------- | ------------------------------------------------ | ---------------- | ------------------- | -------- | ------------------ | -------------- | ------------------------------------------------------------------------- |
| Ansgarsgården (Bor 1:48)                                 | Kyrka sammanbyggd med församlingshem             | 1986             |                     |          | koordinater saknas |                | Ladda upp en till bild av denna byggnad                                   |
| Bredaryds kyrka (Bredaryd 45:2)                          | Kyrka med begravningsplats (1 byggnad)           | 1864             | Emil Victor Langlet | Bredaryd | 57.17398, 13.73653 |                | Ladda upp en till bild av denna byggnad                                   |
| Dannäs kyrka (Dannäs 4:1)                                | Kyrka med begravningsplats (1 byggnad)           | 1200-talet       |                     | Dannäs   | 57.06065, 13.84832 |                | Se fler bilder av denna byggnad · Ladda upp en till bild av denna byggnad |
| Forsheda kyrka (Forsheda 13:1)                           | Kyrka med begravningsplats (1 byggnad)           | 1866             | Ludvig Hedin        | Forsheda | 57.16253, 13.82769 |                | Se fler bilder av denna byggnad · Ladda upp en till bild av denna byggnad |
| Fryele kyrka (Fryele 7:1)                                | Kyrka med begravningsplats (1 byggnad)           | 1792             | Thure Wennberg      | Fryele   | 57.26129, 14.15302 |                | Se fler bilder av denna byggnad · Ladda upp en till bild av denna byggnad |
| Gällaryds kyrka (Gällaryds stom 2:1)                     | Kyrka med begravningsplats (1 byggnad)           | 1786             |                     | Gällaryd | 57.13199, 14.28776 |                | Se fler bilder av denna byggnad · Ladda upp en till bild av denna byggnad |
| Hångers kyrka (Kylahov 1:6)                              | Kyrka med begravningsplats (1 byggnad)           | 1881             | Johan Fredrik Åbom  | Hånger   | 57.08401, 13.96132 |                | Se fler bilder av denna byggnad · Ladda upp en till bild av denna byggnad |
| Kärda kyrka (Kärda 3:3)                                  | Kyrka med begravningsplats (1 byggnad)           | 1876             | Johan Fredrik Åbom  | Kärda    | 57.17204, 13.92116 |                | Ladda upp en till bild av denna byggnad                                   |
| Mariakyrkan (Kyrktuppen 1)                               | Kyrka sammanbyggd med församlingshem (1 byggnad) | 1977             |                     |          | 57.18305, 14.06825 |                | Ladda upp en till bild av denna byggnad                                   |
| Nydala kyrka (Klosterkyrkan) och Bondkyrkan (Nydala 2:1) | Kloster (2 byggnader)                            | 1143             |                     |          | 57.32276, 14.34022 |                | Ladda upp en till bild av denna byggnad                                   |
| Rydaholms kyrka (Rydaholms prästgård 1:4)                | Kyrka med begravningsplats (1 byggnad)           | 1100-talet       |                     |          | 56.99075, 14.27863 |                | Ladda upp en till bild av denna byggnad                                   |
| Sankt Johannes kyrka (Fröet 1)                           | Kyrka sammanbyggd med församlingshem (1 byggnad) | 1984             |                     |          | 57.18361, 14.02797 |                | Ladda upp en till bild av denna byggnad                                   |
| Torskinge kyrka (Torskinge 6:1)                          | Kyrka med begravningsplats (1 byggnad)           | 1100-talets slut |                     |          | 57.11267, 13.81236 |                | Ladda upp en till bild av denna byggnad                                   |
| Tånnö kyrka (Tånnö 17:1)                                 | Kyrka (1 byggnad)                                | 1852             |                     |          | 57.09089, 14.04459 |                | Ladda upp en till bild av denna byggnad                                   |
| Voxtorps kyrka (Voxtorp 3:1)                             | Kyrka med begravningsplats (1 byggnad)           | 1845             |                     |          | 57.12795, 14.12826 |                | Ladda upp en till bild av denna byggnad                                   |
| Värnamo kyrka (Kyrkan 1)                                 | Kyrka med begravningsplats (1 byggnad)           | 1875             |                     |          | 57.18394, 14.04867 |                | Ladda upp en till bild av denna byggnad                                   |